# 송월동 (나주시)
송월동(松月洞)은 대한민국 전라남도 나주시의 동이다.

## 개요
송월동은 나주와 영산포의 중앙 지점에 위치하고 있으며, 동쪽으로는 금천면과 경계를 이루고 남쪽으로는 영산강을 사이에 두고 삼영동과 마주하고 있다.

## 주거
| 단지명              | 건설사       | 시행사                            | 주소                  | 입주       | 비고 |
| ------------------- | ------------ | --------------------------------- | --------------------- | ---------- | ---- |
| 나주부영 2차        | ㈜부영       | ㈜부영                            | 나주로 41-23 (송월동) | 2000년 5월 |      |
| 나주 힐데스하임     | 원건설㈜     | 원건설㈜                          | 송월18길 17 (송월동)  | 2017년 9월 |      |
| 양우내안애 센텀시티 | 양우건설     | 한국토지신탁                      | 송월18길 10 (송월동)  | 2018년 2월 |      |
| 나주역자이 리버파크 | 지에스건설㈜ | ㈜한국투자부동산신탁 ㈜성암홀딩스 | 신월길 54 (송월동)    | 2025년 2월 |      |

## 교통
- 나주역

## 기관
- 나주세무서
- 광주지방법원 나주시법원
- KT 나주지점
- 나주시 문화예술회관
- 농산물관리원 나주사무소
- 나주시선거관리위원회
- 나주시산림조합
- 국민건강보험공단 나주지사
- 전라남도나주교육지원청
- 나주우체국
- 나주문화원
- 나주시청
- 나주시의회

## 문화
- 나주 최석기가옥

## 체육
- 나주종합스포츠파크
- 나주실내체육관

## 대형마트
- 롯데마트 나주점

## 행정 구역
- 토계동
- 송월동

## 같이 보기
- 나주로